# 刘偃 (瓜丘侯)
刘偃（？—前154年），瓜丘恭侯刘宁国子，齐悼惠王刘肥孙，汉高祖曾孙。汉朝政治人物。

## 生平
汉文帝十五年（前165年）继承其父为瓜丘侯。前154年，因参与七国之乱，伏诛，国除。